# マインツ (軽巡洋艦)
|          |                                                              |
| 基本情報 |                                                              |
| 建造所   | フルカン・シュテッティン                                     |
| 運用者   | ドイツ帝国海軍                                               |
| 艦種     | 軽巡洋艦                                                     |
| 級名     | コルベルク級小型巡洋艦                                       |
| 艦歴     |                                                              |
| 起工     | 1907年9月                                                    |
| 進水     | 1909年1月23日                                                |
| 就役     | 1909年10月1日                                                |
| 戦没     | 1914年8月28日 ヘルゴラント海戦にて沈没                       |
| 性能諸元 |                                                              |
| 排水量   | 通常：4,362トン 満載：4,889トン                              |
| 全長     | 130.5m                                                       |
| 全幅     | 14m                                                          |
| 吃水     | 5.38～5.58m                                                  |
| 全高     | 9.60m                                                        |
| 機関     | AEG-カーチス式低速・高速直結タービン2組 4軸推進              |
| 速力     | 26kt                                                         |
| 航続距離 | 14ktで3,630海里                                              |
| 乗員     | 士官18名、船員349名                                          |
| 兵装     | 10.5cm単装速射砲 12門 5.2cm単装速射砲 4門 45cm魚雷発射管 2門 |

マインツ (SMS Mainz) はドイツ海軍の軽巡洋艦。コルベルク級小型巡洋艦の一隻。同型艦としてコルベルク（SMS Kolberg）、ケルン（SMS Coln）、アウクスブルク（SMS Augsburg）の3隻が建造された。

## 艦歴
ヤークト (Ersatz Jagd) という名称で発注され、フルカン・シュテッティンにて1907年に起工、1909年1月23日に進水し、マインツ市長カール・ゲッテルマンにより命名された。その後艤装作業が行われ、1909年10月1日に就役、大洋艦隊に配備された。 
マインツは軽巡洋艦ダンジグ（SMS Danzig）に代わって大洋艦隊の第2偵察部隊に加わり、第1偵察部隊の巡洋戦艦を護衛した。マインツの最初の指揮官はエルンスト・リンデマンの叔父フリードリッヒ・ティースマイヤーであり、1910年1月まで指揮を執った。 

### 第一次世界大戦
1914年8月の初めに第一次世界大戦が勃発した際、ヘルゴラント海域を守備する艦船は巡洋艦アルコナのみであったため、マインツを含む巡洋艦および水雷艇がヘルゴラントで哨戒任務を行うため北海へ配備された。マインツは8月16日の夜に魚雷艇の小艦隊と無事に哨戒を行った。しかし同時にイギリス海軍の潜水艦はドイツ哨戒船の偵察を始めた。

#### ヘルゴラント海戦

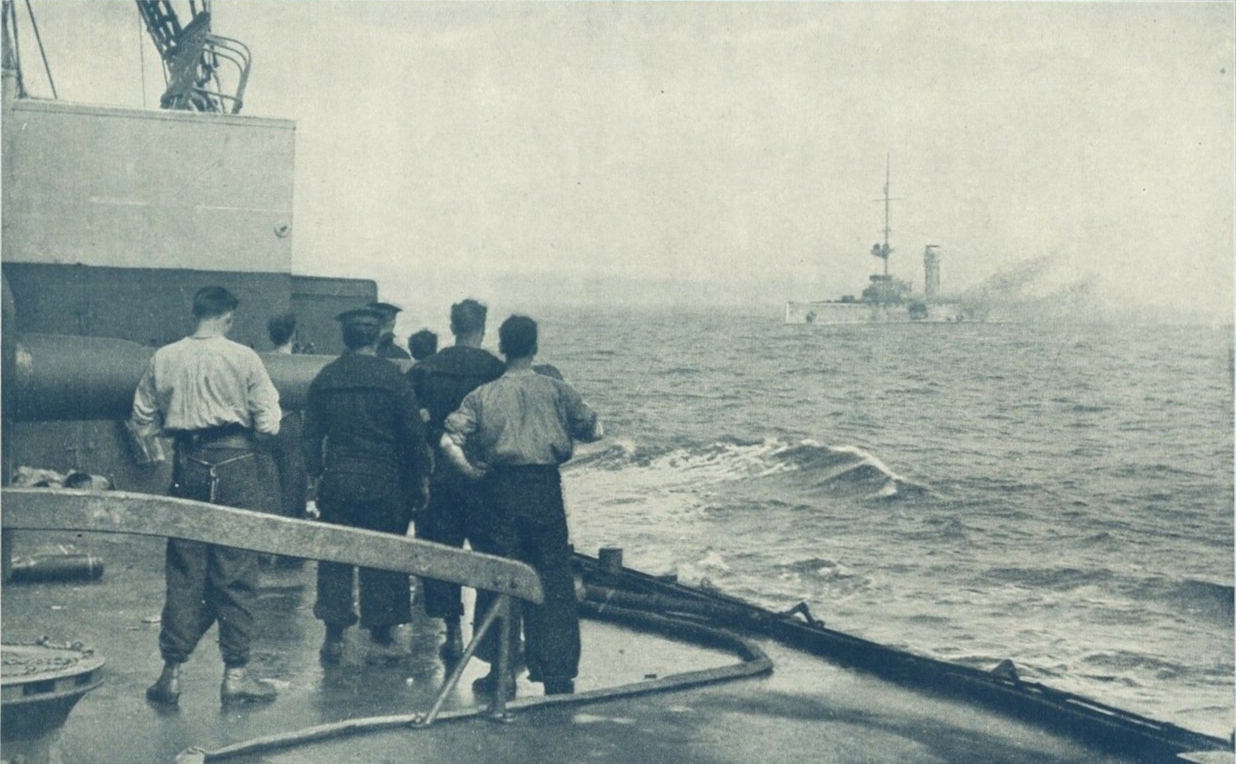
炎上し沈みゆくマインツを目の当たりにする英国船員

8月23日、イギリスの複数の司令官が、レジナルド・ティリット提督率いるハリッチ戦隊にてドイツの哨戒船を攻撃する計画を提出し、8月28日に攻撃予定となった。イギリス軍は、作戦に割り当てられた潜水艦を皮切りに、8月26日の夜に出港を開始した。
8月28日の朝、マインツはエムス川の河口に停泊していた。マインツと同型艦ケルンおよびガツェレ級小型巡洋艦アリアドネを含めた3隻は、哨戒任務に就いていた巡洋艦シュテッティン、フラウエンロープおよび通報艦ヘラを支援するために割り当てられた。07:57にハリッチ戦隊はドイツの巡洋艦と遭遇し、シュテッティンおよびフラウエンロープと交戦を開始した。09:47、マインツはイギリス艦隊の背後に回り込み退路を断つよう命じられ、偵察用の水上機と共に行動を開始した。
12:30頃、マインツはイギリスの巡洋艦アリシューザと数隻の駆逐艦に遭遇し、交戦を開始した。交戦開始から15分後、3隻のイギリス巡洋艦が現れ、マインツは数的優位な英軍から逃れようとした。追跡していたイギリスの巡洋艦は数発の命中弾を記録したが、マインツは濃い水幕に隠れて離脱した。しかし、別のイギリス艦フィアレス（アクティブ級偵察巡洋艦）と6隻の駆逐艦が左舷に現れ、退避中のマインツを攻撃した。マインツは駆逐艦ローレル、リバティ、レアルテズに対し砲撃を行い、ローレルは損傷により撤退を余儀なくされ、レアルテズは機関室への直撃弾により無力化された。

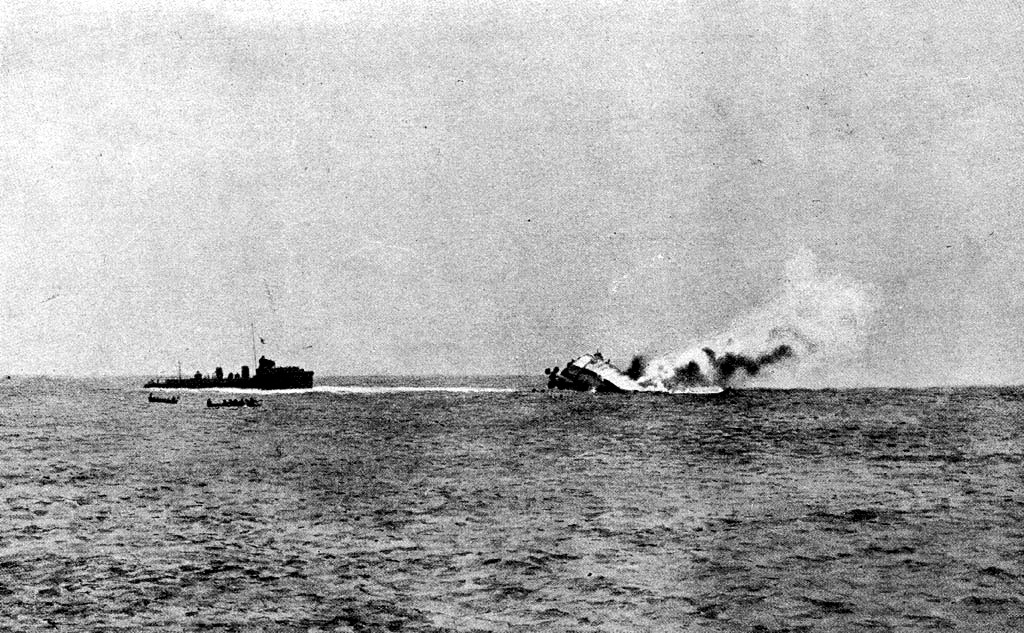
沈没するマインツ

13:00頃、イギリスの巡洋艦の一隻からの砲弾がマインツを襲い、舵を右舷に10度押し込んだ。乗組員は船の針路を修正するために左舷のエンジンを停止したが、舵の不調は改善しなかった。
13:20までに船体上部に激しい損傷を受け、マインツは火器の大半が効力を失った。さらに駆逐艦リダードからの魚雷が左舷に命中し、艦長は乗員に艦を放棄するよう命じた。
14:10、マインツは左に横転し、北緯53°58′東経6°42′の位置にて沈没した。交戦中、英国はさらにドイツの巡洋艦2隻、アリアドネおよびケルンを最小限の損失で撃沈した。

## 沈没船

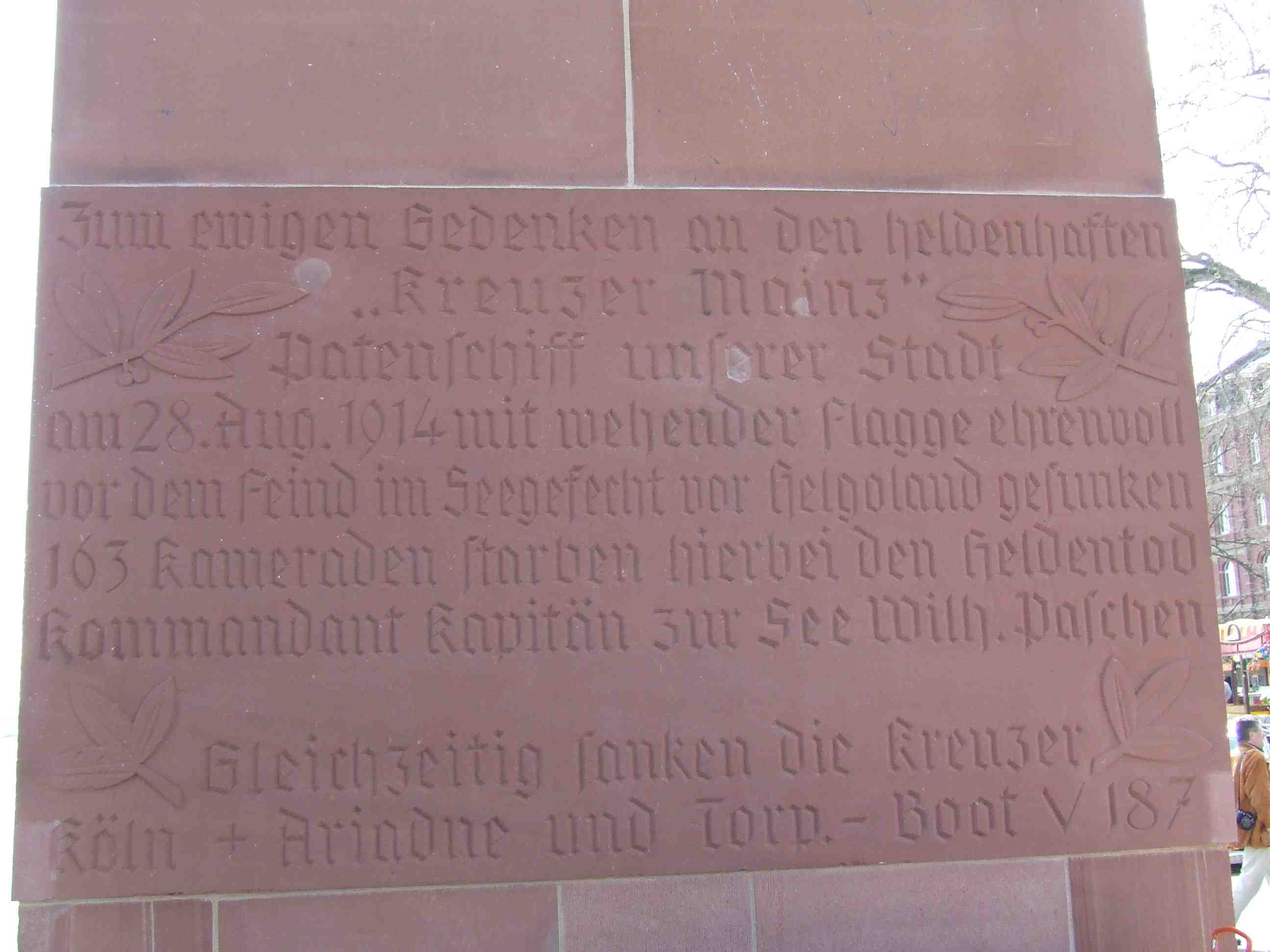
マインツの記念碑

2015年8月、オランダのスポーツダイビングクラブ「Duikteam Zeester」のメンバーがマインツの残骸より六分儀、エンジンの部品、銃の照準器など、さまざまな遺物を発見した。ドイツの報道は彼らの行動を、沈没船は89名の戦没者墓地であり荒らすべきではないと批判した。ドイツ連邦警察は該当の事件を3年間捜査した。結果として、2018年8月にダイバーとドイツ政府は合意に達し、ダイバーたちは沈没船から持ち帰った遺物を返還する代わりに、沈没したマインツの発見者として認められた。これらの品はドレスデンの連邦軍戦史博物館にて展示されている。ダイビングチームのメンバーの一人、ヘンク・ボッスは、博物館でこれらの遺物を展示することは「私たちが望んでいた全てであり、この結果に満足している」と述べている。